# 奎屯市
奎屯市（維吾爾語：كۈيتۇن شەھىرى‎），是中华人民共和国新疆维吾尔自治区伊犁哈萨克自治州直辖的县级市，位于新疆西北部，地处天山北麓和准噶尔盆地西南缘。在乌鲁木齐市以西253公里，克拉玛依以南，东与塔城地区沙湾市相连，西与塔城地区乌苏市相邻。北疆铁路穿过，217国道和312国道在此交会。面積1171平方公里。市人民政府駐团結路街道。

## 歷史
公元前三世紀時，奎屯是塞迦（斯基泰）人的牧地，后为月氏牧地、乌孙牧地，後來先后为悦般、北魏、柔然、突厥属地。七世紀初，奎屯属西突厥铁勒部。
657年，唐帝國滅西突厥，奎屯隶属于北庭都护府下的昆陵都督府，后属九姓乌护。十世紀時，葛逻禄与回鶻联合，建立了喀喇汗國，伊犁在此時開始伊斯蘭化。
1124年，伊犁的葛邏祿部族臣服於東來的西遼（喀喇契丹）。1211年，葛逻禄投附蒙古帝国，後被海都等窩闊台後王佔據；1306-1330年，属察合台汗國封地。
明末，瓦剌四部（又作「四衛拉特」）崛起於北疆，並在1677年獲得葉爾羌汗國的臣服。此後準噶爾部以伊犁为根据地相继控制阿勒泰、塔城等地，逐渐取得统治地位，建立準噶爾汗國。
清朝最終消滅準噶爾，該地屬伊犁將軍統領。1755年（乾隆二十年）後，奎屯由库尔喀喇乌苏管辖，屬中路和硕特部的牧地。1884年（光绪十年），新疆正式建省，天山南北的军台、营塘一律改为驿站，专门从事军政公义信息的传递；奎屯驿是其中之一。
1913年（民国二年），奎屯为乌苏县属地，称奎屯庄（为乌苏县九庄之一）。1948年（民国三十七年），奎屯设立保安派出所。
1950年8月，改千户长、百户长制度为区、乡制，奎屯成为乌苏县第二区第一乡，下辖黄沟、塔什奎屯、喀拉苏、店奎屯、开干其等5个自然村。1954年3月，乌苏县再次调整行政区划；奎屯成为第一区第一乡。1957年初，奎屯乡、八十四户乡、九间楼乡合并为幸福乡。
1957年3月，新疆军区生产建设兵团农七师师部由炮台迁至奎屯。1958年，奎屯境内属克拉玛依市管辖。 1975年3月25日，撤销新疆生产建设兵团，农七师随之撤销，其农牧团场和工矿企业分别由所在地方管辖。同年8月29日，国务院批准设立奎屯市（县级），以克拉玛依市的部分地区为奎屯市的行政区域，由伊犁哈萨克自治州管辖，伊犁哈萨克自治州首府由伊宁市迁至奎屯市。
1978年7月，在原农七师奎屯地区场（厂）矿企业的基础上成立伊犁州奎屯农垦局。1979年10月，伊犁州党政机关迁回伊宁市。之后，州党委决定奎屯市和奎屯农垦局合署办公。1981年12月，中共中央、国务院、中央军委决定恢复新疆生产建设兵团。1982年4月，在伊犁州奎屯农垦局基础上恢复农七师。1983年1月，奎屯市与农七师体制分开，市委、市政府机构单设，直属伊犁州管辖。

## 地理
奎屯市地处天山北坡山前冲积扇缘地带，海拔在450～530米。境内无山峦及高峰。地势西南高，东北低，地形自西南向东北倾斜。南距天山山脉约50公里，西距奎屯河约8公里。地势西南高、东北低，南北由海拔610米降至320米，东西由海拔610米降至460米。属奎屯河水系，有4条河流。奎屯河发源于天山支脉依连哈比尔尕山，流经独山子、乌苏、奎屯、精河入艾比湖，全长220公里。上游主要有18条支流汇合而成，年均流量为6.4亿立方米，历年平均流量20.1立方米/秒。每年6月初至9月底为洪水期，10月至次年3月为枯水期，冬夏河水流量悬殊较大，是典型的干旱区内流河。
奎屯市境内为大陆性干旱气候，日照时间长，降水稀少，蒸发量大。年均温度6.5℃，一月份平均温度一18℃，七月份平均温度25.7℃。区日照极为丰富，年均日照时数为2598.1小时，年均日照率为58%。由于地处亚欧大陆腹地，属北温带大陆性气候，高空既受西风带天气系统的影响，又受副热带天气系统的影响，加之天山山脉对北方冷空气的屏障作用和戈壁为主的下垫面作用，使之夏热冬寒，四季较分明，降水量少、蒸发量大，气温年、日较差大，光照资源丰富。

## 行政区划
奎屯市下辖5个街道办事处、1个乡：
团结路街道、乌东路街道、北京路街道、乌鲁木齐西路街道、火车站街道、开干齐乡和兵团天北新区。

## 人口
2020年末，根据第七次人口普查数据显示：全市常住人口为229122人。
按2000年統計全市總人口285299人。
| 民族     | 人口    | 比例   |
| -------- | ------- | ------ |
| 漢族     | 26 9954 | 94.62% |
| 回族     | 6290    | 2.2%   |
| 哈薩克族 | 5077    | 1.78%  |
| 維吾爾族 | 1335    | 0.47%  |
| 蒙古族   | 802     | 0.28%  |
| 滿族     | 347     | 0.11%  |
| 其他     | 1494    | 0.53%  |

## 交通
- 连霍高速过境。
- 217国道过境。
- 312国道过境。